# Ауриате
Ауриате (на италиански: Contea di Auriate) е бившо италианското графство. Графството Ауриате се намира на източните склонове на Западните Алпи около Кунео и Салуцо и съществува до средата на 10 век.

## История
Граф Родулф от Ауриате († сл. 21 април 902) оставя графството на франкския рицар Рожер († 902/915), който първо е негов заместник. Синът на Рожер, Ардуин Глабер († сл. 4 април 976/977) изгонва през 940/945 г. сарацините от долината Суза, и след това е най-голям довереник на маркграф Беренгар от Иврея, който става през 950 г. крал на Италия.
Беренгар реорганизира военните структури южно от река По и образува три нови територии: Маркграфство Източна Лигурия, Маркграфство Западна Лигурия и Маркграфство Торино, и поставя като маркграфове верните му от първите му часове, към които е и Ардуин Глабер.
Ауриате попада в територията на маркграфството Торино и така изчезва от историята. Големите земни собствености, които има фамилията на Ардуин, Ардуините в Ауриате след три генерации са наследство на графиня Берта, омъжена за маркграф Тето ди Савона (или Отоне дел Васто) от фамилията Алерамичи, която управлява в Монферат. Обединената собственост на двойката става ядро на Маркграфство Салуцо.